# John Victor (piłkarz)
John Victor Maciel Furtado (ur. 13 lutego 1996 w Diademie) – brazylijski piłkarz pochodzenia portugalskiego występujący na pozycji bramkarza, od 2024 roku zawodnik Botafogo.